# Cacia sexplagiata
Cacia sexplagiata är en skalbaggsart som beskrevs av Heller 1926. Cacia sexplagiata ingår i släktet Cacia och familjen långhorningar.
Artens utbredningsområde är Filippinerna. Inga underarter finns listade.